# Гайнц Анґер
Гайнц Анґер (нім. Heinz Anger) (23 липня 1941, Карлштеттен, Нижня Австрія) — австрійський митець.

## Життєпис
З 1945 року Гайнц Анґер відвідував початкову та середню школу в 10-му окрузі Відня. У 1955 році він вступив до Навчально-практичного закладу графіки (Відень, 7), де навчився малювання у Карла Цехо (1896-1965) і Рудольфа Райнкенгофа (1905-1980). У 1959 році Анґер почав навчання у Віденській академії образотворчого мистецтва, спочатку у Серґіуса Паузера, а з 1960 року в класі Альберта Паріса Ґютерсло.
З 1961 року Анґер працював незалежним митцем-графіком у сфері реклами, а також як маляр.
У 1962 році він отримав замовлення написати портрет камерної співачки Леоні Рисанек. Він створив також серію картин у стилі Віденської школи фантастичного реалізму. З 1970 року Анґер стилістично орієнтувався на Ріхарда Лінднера та Ганса Бельмера ; його картини цього періоду були показані в 1976 році в Галереї Віотті в Турині.
У 1979 році він розробив новий стиль живопису, який він міг назвати справді «своїм». У 1986 році Ганс Банкль дав йому можливість працювати у відділенні патології своєї лікарні. У 1987 році відбулася перша персональна виставка Анґера в Galerie Zentrum у Відні; друга була у 1989 році й третя у 1992 році. З 1994 року здійснював щорічні поїздки до Венеції; створював олійний живопис і акварелі. У 2000 році відбулася його перша виставка в галереї Tulbingerkogel в Мауербаху, а потім ще одна у 2002 році. Відтоді він виставлявся в галереях Відня та околиць.

## Живопис
Твори Гайнца Анґера належать до образотворчого мистецтва. Якщо в олійному живописі поряд з пейзажами важливу роль відіграють портрети, групи фігур і натюрморти, то в акварелях і літографіях домінує зображення пейзажів.

## Вебпосилання
- http://www.heinzanger.com
- Galerie Tulbinger Kogel: Anger
- Kunsthandel Stock, Wien: Anger